# Sclerochilus contortus
Sclerochilus contortus is een mosselkreeftjessoort uit de familie van de Bythocytheridae. De wetenschappelijke naam van de soort is voor het eerst geldig gepubliceerd in 1862 door Norman.